# Alex Bonnet
Alex Bonnet is een Nederlands klassiek harpist, voormalig hoofdharpist van het Nederlands Philharmonisch Orkest, solo-harpist van het orkest van Opera Forum en harpist bij het Frysk Orkest. Bonnet is vice-president van het World Harp Congress.
Bonnet begon zijn studie harp bij Annemarie van der Eerden, soloharpiste van Het Brabants Orkest. Daarna voltooide hij zijn studie bij Edward Witsenburg. Tot 1975 was hij verbonden aan het Brabants Orkest. Na die jaren was Bonnet naast harpist bij het Frysk Orkest ook koor-dirigent van de Leeuwarder opera- en operettevereniging.
Bonnet speelde veel samen als harp-fluitduo met fluitist Piet Reyns. Een andere samenwerking was samen met Angela Skala op viool, Petra Botma op hoorn en Bonnet op harp in het Keros Ensemble, een ongebruikelijke combinatie van instrumenten.

## Discografie
- Piet Reyns, Alex Bonnet – Spelen Werken Van Nederlandse Componisten
- Élegie et Scherzo pour violon et harpe -  Angel Gimeno (viool) en Alexandre Bonnet (harp), opgenomen in 1990 in de Stiftskerk te Weerselo.

## Overig
Bonnet is getrouwd met operazangeres Lous Bonnet-de Groot.